# John Hothby
John Hothby (Otteby, Hocby, Octobi, Ottobi, c. 1410-1487), aussi connu sous ses noms latinisés Johannes Ottobi ou Johannes de Londonis, est un compositeur et musicologue anglais de la Renaissance. Il appartient à la période de l'histoire de la musique nommée contenance angloise. Il a beaucoup voyagé en Europe et son travail l'a fait connaître au niveau international.

## Biographie
On sait peu de choses de la jeunesse de John Hothby. Il semble avoir quitté l'Angleterre après 1435 mais la plupart des références le concernant dans les sources qui nous sont parvenues sont relatives aux vingt dernières années de sa vie, époque à laquelle il a pris les ordres comme moine carmélite et avance dans ses propres écrits avoir voyagé en Grande-Bretagne, Allemagne, France, Espagne et Italie avant de se rendre dans un monastère à Ferrare puis en 1467 avoir trouvé un emploi à Lucca, probablement comme professeur de musique à la cathédrale. En 1486, il est rappelé en Angleterre par le nouveau roi Henry VII et semble être mort au nord de l'Angleterre l'année suivante.

## Œuvre et influence
Parmi les compositions qui nous sont parvenues figurent six œuvres sacrées en latin et trois chants profanes également en latin. On ne sait pas exactement quels ouvrages sur la théorie de la musique ont été écrits par Hothby et quelques ouvrages plus anciens peuvent lui avoir été attribués et certains ouvrages contemporains souvent donnés sous ce nom peuvent avoir été écrits par un autre auteur, Johannes d'Anglia. Parmi les œuvres qui lui sont généralement attribuées figurent La Capiopea Legale et Proportiones Secundum. Les œuvres qui nous sont parvenues suggèrent qu'il était un traditionaliste défenseur de l'accord pythagoricien et de la solmisation guidonienne face aux réformes proposées par Bartolomé Ramos de Pareja mais il est surtout remarquable pour les modifications apportées au système de hauteur pour accommoder les dièses et les bémols. Son œuvre est très connue en Grande-Bretagne et en Europe continentale et il est peut-être le personnage le plus important dans la communication des idées musicales de la contenance angloise entre l'Angleterre et le continent.